# Let mrtve ptice
Let mrtve ptice je slovenski dramski film iz leta 1973 v režiji Živojina Pavlovića po scenariju Branka Šömena. Film prikazuje trdo življenje treh bratov v prekmurskem okolju.

## Igralci
- Arnold Tovornik kot Tjaš
- Majda Grbac kot Anika
- Polde Bibič kot Ferenc
- Rudi Kosmač kot Tunč
- Jože Zupan kot dedek
- Ivanka Mežan kot Roza
- Jožica Avbelj kot Cecilija
- Peter Trnovšek kot Vanek
- Janez Hočevar - Rifle kot Jožko
- Marko Simčič kot Klepec
- Tone Gogala kot veterinar
- Ivan Jezernik kot vodja